# Възраст на Земята
Възрастта на Земята според съвременните геолози е около 4,54 милиарда години, с точност ± 0,05 милиарда. Възрастта на Земята е определена посредством радиоактивно датиране на материал от метеорити . Тяхната възраст отговаря на възрастта на най-старите открити земни и лунни проби.
В миналото възрастта на Земята е била определяна или чрез пресмятане на времето от създаването според религиозните текстове, или чрез философска интерпретация на геоложки белези, най-вече от древногръцките философи Теофраст и Ксенофан. Поддръжниците на идеята за млада Земя, основавайки се на интерпретация на Библията, вярват, че Земята е била създадена не по-късно от 4004 г. пр.н.е. Същевременно хиндуистите вярват, че Вселената трае милиарди години, преди да бъде разрушена и отново изградена в един затворен и безкраен цикъл.
След научната революция и откриването на радиоактивното датиране, измерванията на количеството олово в богати на уран минерали показват, че пробите са на възраст над 1 милиард години.  Най-старите минерали, анализирани до днес – малки кристали на минерала циркон от Джак Хилс в Западна Австралия – са на възраст най-малко 4.404 милиарда години. Сравнявайки масата и яркостта на Слънцето с тези на останалите звезди може също да се заключи, че Слънчевата система не може да е много по-стара от тези скали. Богатите на калций и алуминий включения – най-старите познати съставки на метеоритите, образувани едновременно с образуването на слънчевата система, са на възраст 4.567 милиарда години. Това датиране става възможно след услията положени от геолога Клер Патерсън, който пръв използва метеоритите като средство за определяне възрастта на планетата Земя. . Това е възрастта на слънчевата система и същевременно горна граница за възрастта на Земята. Приема се, че натрупването на маса при Земята започва скоро след образуването на включенията от калций и алуминий и на метеоритите.